# Лісна (станція Забайкальської залізниці)
Лісна (рос. Лесная) — станція Читинського регіону Забайкальської залізниці Росії, розташована на дільниці Заудинський — Каримська між станціями Кука (відстань — 6 км) і Інгода (17 км). Відстань до ст. Заудинський — 490 км, до ст. Каримська — 155 км.